# Haasův palác (Budapešť)
Haasův palác (maďarsky Haas palota) byl novorenesanční budovou na západní straně Vörösmartyho náměstí v Budapešti.
Na místě paláce stálo koncem 18. století provizorní divadlo. To od roku 1812 nahradilo Německé divadlo, postavené v neoklasicistním stylu z kamene. Německé divadlo bylo těžce poškozeno nejprve povodní v roce 1838 a poté požárem v roce 1847; na jeho místě nechal v 70. letech 19. století obchodník s koberci Filip Haas postavit výstavní palác. Jeho projekt vypracoval István Linzbauer. Dům měl nápadnou fasádu se sousoším v průčelí a bohatě byl dekorovaný. Sloužil jako obchodní dům; obchod s koberci se nacházel v prvních dvou poschodích, v horních třech patrech byly potom nájemní byty. Vnuk stavitele prodal budovu v roce 1918 obchodníkovi s vínem Oszkáru Zerkovitzovi. Během druhé světové války byl palác vybombardován a vyhořel. V roce 1959 byla ruina původního objektu zbourána. Na uvolněném místě bylo nejprve zřízeno parkoviště a poté, v roce 1971, zde byl postavený moderní dům. Dnes zde stojí moderní obchodní dům s prosklenou fasádou.